# Брентвуд (Нью-Йорк)
Брентвуд (англ. Brentwood) — переписна місцевість (CDP) в США, в окрузі Саффолк штату Нью-Йорк. Населення — 62 387 осіб (2020).

## Географія
Брентвуд розташований за координатами 40°47′2″ пн. ш. 73°15′8″ зх. д. / 40.78389° пн. ш. 73.25222° зх. д. (40.783912, -73.252145).  За даними Бюро перепису населення США в 2010 році переписна місцевість мала площу 28,44 км², уся площа — суходіл.

## Демографія
Згідно з переписом 2010 року, у переписній місцевості мешкали 60 664 особи в 13 654 домогосподарствах у складі 11 422 родин. Густота населення становила 2133 особи/км².  Було 14202 помешкання (499/км²).
Расовий склад населення:
| - 48,4 % — білих - 16,4 % — чорних або афроамериканців - 2,0 % — азіатів - 1,2 % — корінних американців - 26,4 % — осіб інших рас |

До двох чи більше рас належало 5,7 %. Частка іспаномовних становила 68,5 % від усіх жителів.
За віковим діапазоном населення розподілялося таким чином: 27,3 % — особи молодші 18 років, 64,4 % — особи у віці 18—64 років, 8,3 % — особи у віці 65 років та старші. Медіана віку мешканця становила 32,0 року. На 100 осіб жіночої статі у переписній місцевості припадало 103,6 чоловіків;  на 100 жінок у віці від 18 років та старших — 102,2 чоловіків також старших 18 років.
Середній дохід на одне домашнє господарство  становив 82 569 доларів США (медіана — 70 139), а середній дохід на одну сім'ю — 81 699 доларів (медіана — 68 756). Медіана доходів становила 36 288 доларів для чоловіків та 32 356 доларів для жінок. За межею бідності перебувало 11,6 % осіб, у тому числі 14,9 % дітей у віці до 18 років та 9,7 % осіб у віці 65 років та старших.
Цивільне працевлаштоване населення становило 30 111 осіб. Основні галузі зайнятості: виробництво — 18,9 %, освіта, охорона здоров'я та соціальна допомога — 18,5 %, роздрібна торгівля — 11,9 %, науковці, спеціалісти, менеджери — 9,8 %.